# 後藤和智
後藤 和智（ごとう かずとも、1984年11月15日 - ）は、日本の批評家である。
若者を批判する言説を「俗流若者論」と称して批評している。

## 略歴
岩手県釜石市で生まれて宮城県仙台市で育つ。宮城県仙台第二高等学校を経て、東北大学で工学部建築学科を卒業後に大学院工学研究科 災害制御研究センター 地震地域災害研究分野で学び博士課程前期（都市・建築学専攻）を修了した。
テレビ番組『学校へ行こう!』の「未成年の主張」に1999年3月25日に出演した。仙台市成人式実行委員会に2005年から2006年まで参加して2005年度に副委員長を務めた。2000年頃のティーンエイジャーによる凶悪犯罪を「キレる17歳」などと扱うマスメディアに疑問を抱き、高校時代から、若者を批判する言説を収集して河北新報や論座の読者投稿欄へ投稿した。
2004年11月に『後藤和智事務所 –若者報道と社会–』と題するブログを始めてニートを批判する言説に対峙すると、光文社の編集者に見出され、2006年1月に本田由紀と内藤朝雄と共著『「ニート」って言うな!』、2008年に単著『「若者論」を疑え!』をそれぞれ上梓した。
宮崎哲弥は『「ニート」って言うな!』を「ネット時代の言論のあり方として記念碑的である」と朝日新聞で書評した。
もっぱらインターネットで活動し、俗流若者論をまとめた同人誌をコミックマーケットやウェブサイトなどで販売し、非論理的、論拠が曖昧などと自身が断じた言説と発言者を批判している。特にロスジェネ論客が日本の右傾化を招いたと批判する。左派批判への憤りは強く、朝日新聞が「従軍慰安婦」訂正報道に追い詰められた際には自暴自棄に陥ったという。杉田水脈の論文に関する新潮45の特集記事を受けた保守論壇に対する論評で、「私が長い間展開してきた、若者論批判、ニセ科学批判もまた、そのような左派への敵愾心を煽る言説に荷担してきた」と自己批判している。
自身もおたく的趣味を持つが、おたく批判に転じた。特におたく層がポリティカル・コレクトネスを守らないことを批判している。元々は大谷昭宏のフィギュア萌え族発言を批判し、2010年の東京都青少年健全育成条例改正に反対する声明を出すなど、表現規制に反対する活動を行っていたが、2010年代後半以降は、反フェミニズムや左派に対して攻撃的な姿勢を取る表現規制反対派を「表現規制反対派ムラ」と呼び批判し、彼らこそが最も「オタクらしいオタク」と論じている。また、表現規制反対派ムラの言動を「現実そのものをコンテンツにして遊んでいる」と非難している。本田透などによるオタク擁護論は無理があると論じ、本田の著書、「電波男」がおたくにおける反フェミニズムに与えた影響は大きいと論じている。
また、左派的な思想信条を持つ、おたくにも批判の矛先が向けられており、Twitter上での左派の論客による、若い世代に憑依・仮託したがる勢力としての右派より左派に警鐘を鳴らす態度を「仲間内での差異化によって居場所を見出すさもしい”オタク”根性」と論じた。左派の間で見られる「普通の日本人」や若い世代をけなす論調を批判し、年長者、シスジェンダー、ヘテロセクシャルといった立ち位置を行使するのは表現規制反対派ムラだけでなく、左派"オタク"にもよく見られると論じている。
2020年10月、菅義偉首相の日本学術会議任命拒否問題に抗議声明を発表した。
2022年7月、辻元清美事務所襲撃事件に対する「自業自得論」に対して非難声明を発表した。
2024年4月30日に、草津冤罪事件の被害者黒岩信忠に対する、ツイートなどを削除し、黒岩などに謝罪をした

## 俗流若者論
後藤は、若年層をステレオタイプに非難する言説を俗流若者論と称して多用する。

## 著書

### 単著
- 『「若者論」を疑え!』（宝島社新書、2008）
- 『おまえが若者を語るな!』（角川oneテーマ21、2008）
- 『「あいつらは自分たちとは違う」という病: 不毛な「世代論」からの脱却』（日本図書センター、2013）

### 共著
- 『「ニート」って言うな!』本田由紀、内藤朝雄共著（光文社新書、2006）
- 『現代ニッポン論壇事情 社会批評の30年史』北田暁大、栗原裕一郎 共著（イースト新書、2017）